# Sjung svenska folk!
Sjung svenska folk! är en sångbok i Sverige som gavs ut första gången 1906 av Samfundet för unison sång.
Sångboken har sedan dess kommit ut i många nya omarbetade upplagor, och den 41:a upplagan gavs ut 1989.